# Maison aux arcades de Pradelles
La maison aux arcades est une maison située en France sur la commune de Pradelles, dans la région Auvergne-Rhône-Alpes.

## Localisation
La maison est située dans le département français de la Haute-Loire, sur la commune de Pradelles, dans l'ancienne région administrative d'Auvergne.

## Contexte
Le village de Pradelles s'est développé au Moyen Âge en raison de son emplacement sur la voie Régordane. Doté de remparts et prospère, il a joué un rôle majeur sur le plan militaire et religieux, notamment au XVIe siècle, pendant les guerres de Religion. Les familles d'officiers et de marchands fortunés ont érigé des hôtels particuliers aux XVe et XVIIe siècles.

## Historique
Les édifices sur la place de la Halle, érigés aux XVe et XVIIe siècles, forment un ensemble représentatif des maisons urbaines des bourgs marchands, unifié par la présence constante d'une galerie à arcades au niveau du rez-de-chaussée.

## Protection
La maison est inscrite au titre des monuments historiques par arrêté du 21 juin 1999.